# Aeroportul Emmonak
Aeroportul Emmonak (IATA: EMK, ICAO: PAEM, FAA LID: ENM) este un aeroport din Alaska, Statele Unite ale Americii ce deservește zona Emmonak⁠(d). Aeroportul a fost tranzitat în 2019 de 17.464 de pasageri. A fost numit după zona deservită.
Situat la o altitudine de 4 m, aeroportul dispune de 1 pistă. Este operat de Alaska Department of Transportation & Public Facilities⁠(d).

## Infrastructură

### Piste
Aeroportul dispune de o singură pistă. Pista 16/34 are suprafața de pietriș și dimensiunile 4.601 picioare × 100 picioare. 